# Lamborghini Asterion LPI 910-4
Pour les articles homonymes, voir Astérion.
La Lamborghini Asterion LPI 910-4  (« LPI » pour « longitudinale posteriore ibrido » en italien, 910 chevaux et 4 roues motrices) est un concept-car du constructeur automobile italien Lamborghini à moteur hybride  rechargeable V10. Présenté au Mondial de l'automobile de Paris 2014, son nom est inspiré de la Lamborghini Minotauro et du nom du Minotaure, monstre hybride légendaire mi-homme mi-taureau de la mythologie grecque.

## Historique
Ce véhicule est le premier véhicule hybride rechargeable (PHEV) du constructeur, conçu par le chef designer Lamborghini Filippo Perini. Présenté comme un concurrent potentiel des Ferrari LaFerrari de 963 ch, McLaren P1 de 916 ch, ou Porsche 918 Spyder de 887 ch, le constructeur ne prévoit pas sa production en série, pour laisser la priorité à celle des Lamborghini Urus en 2018.

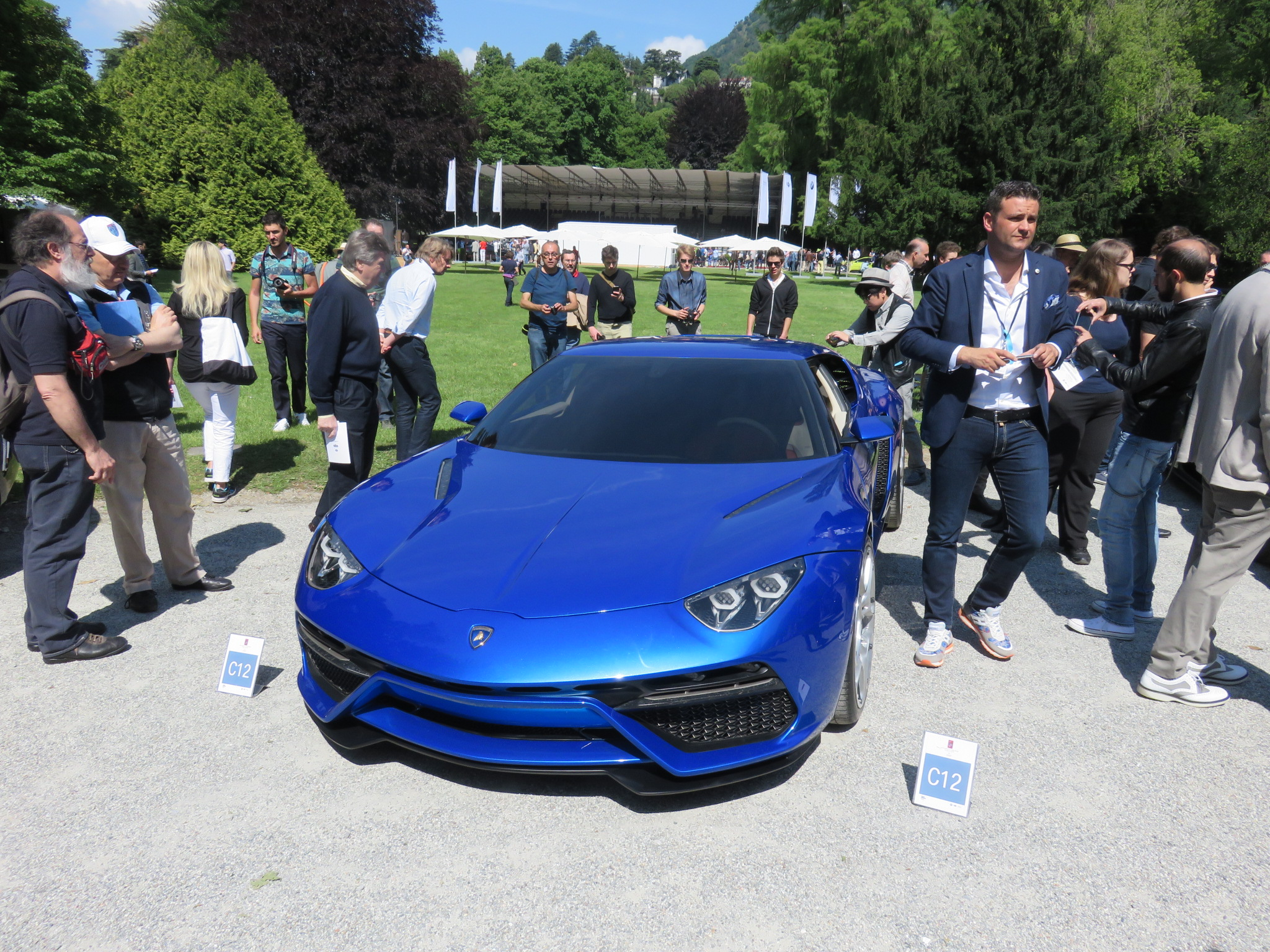
Concours d'élégance Villa d'Este 2018.
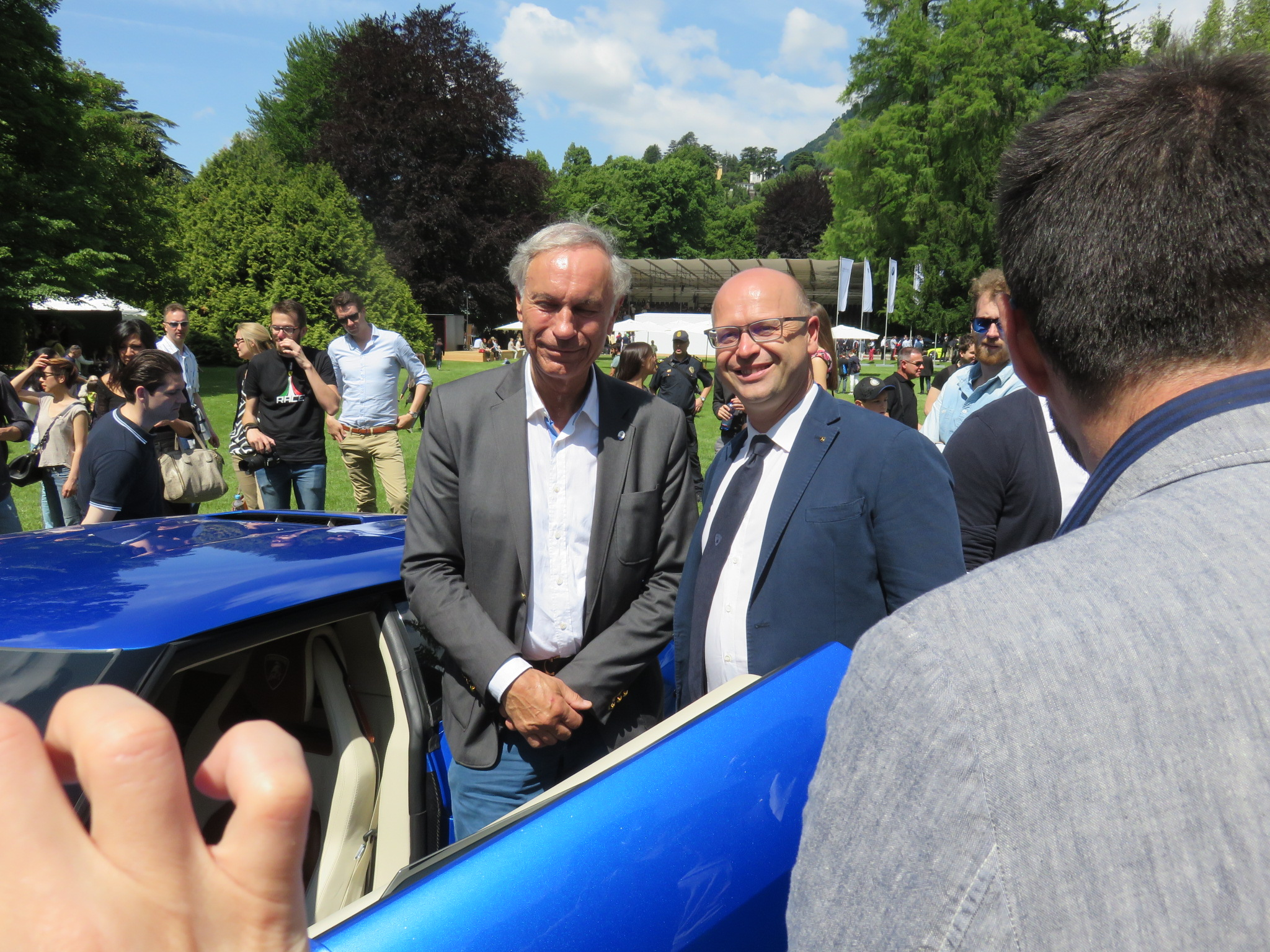
Avec son chef designer Lamborghini Filippo Perini, en bleu.
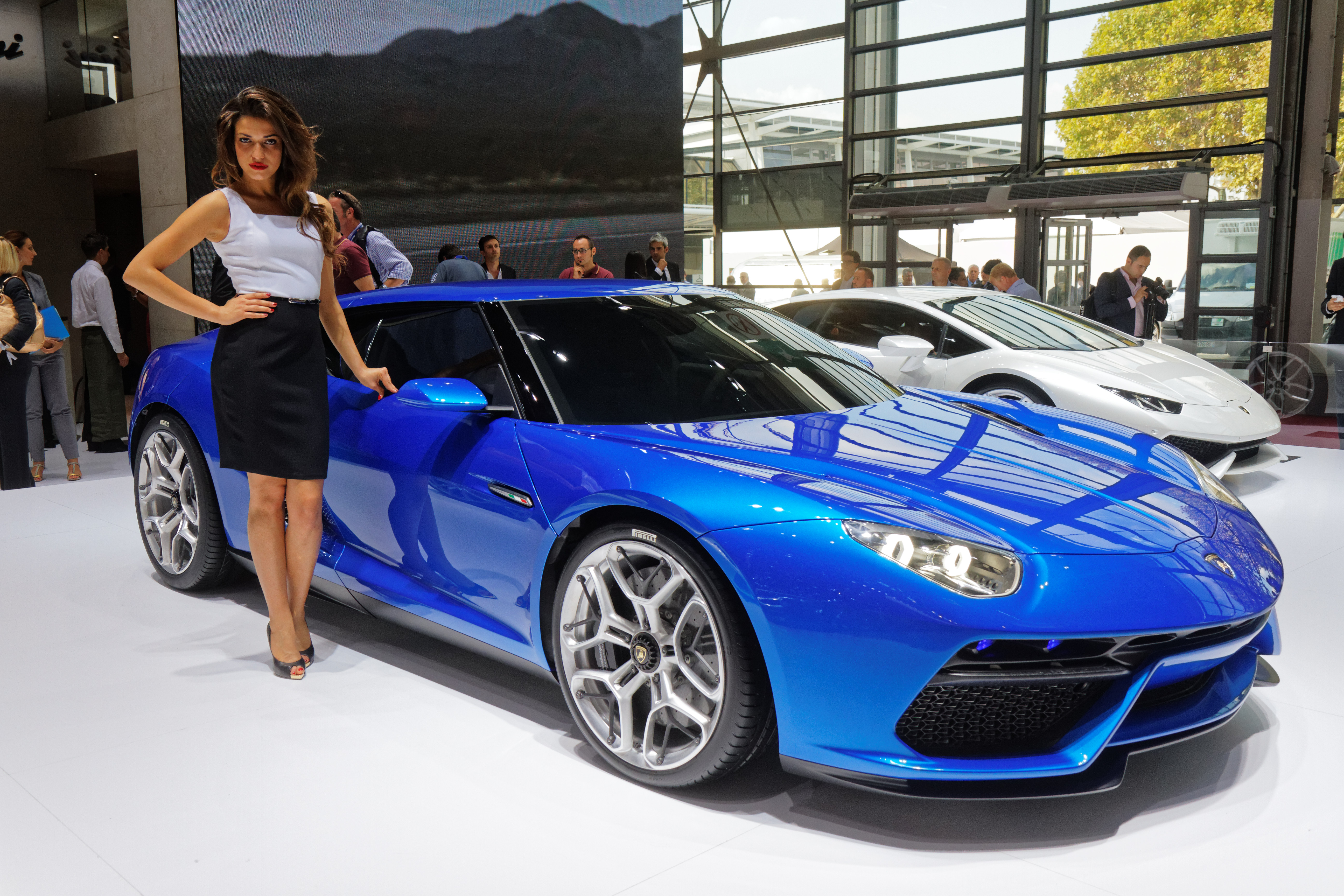
Mondial de l'automobile de Paris 2018.

La carrosserie de style néo-rétro, avec portes à ouverture en élytre, est inspirée de l'histoire de la marque et de son fondateur Ferruccio Lamborghini (1916-1993), des Lamborghini Miura de 1966, Lamborghini Urraco de 1973, Lamborghini Miura Concept de 2006, Lamborghini Veneno de 2013 pour l’arrière, et Lamborghini Minotauro...

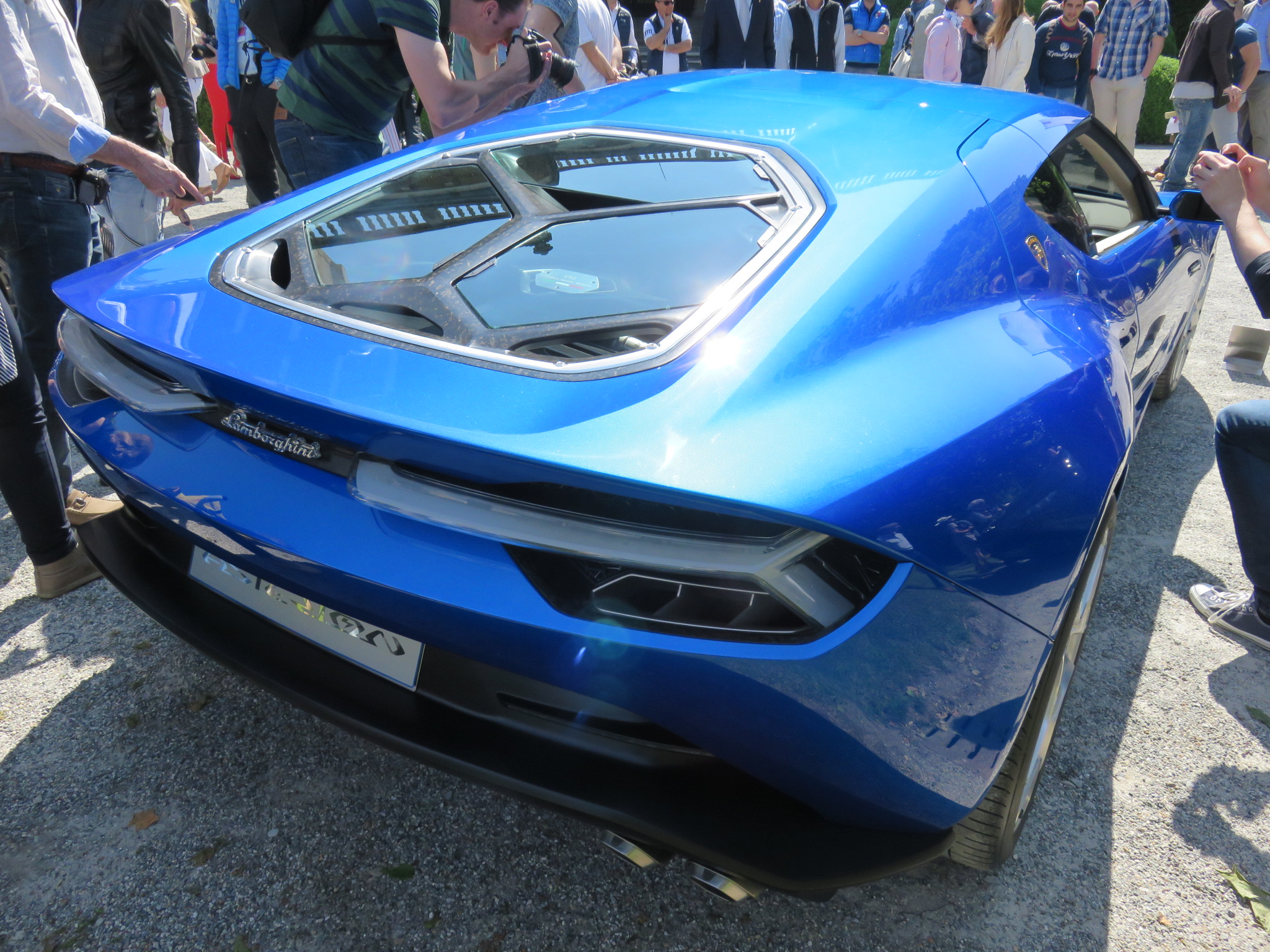
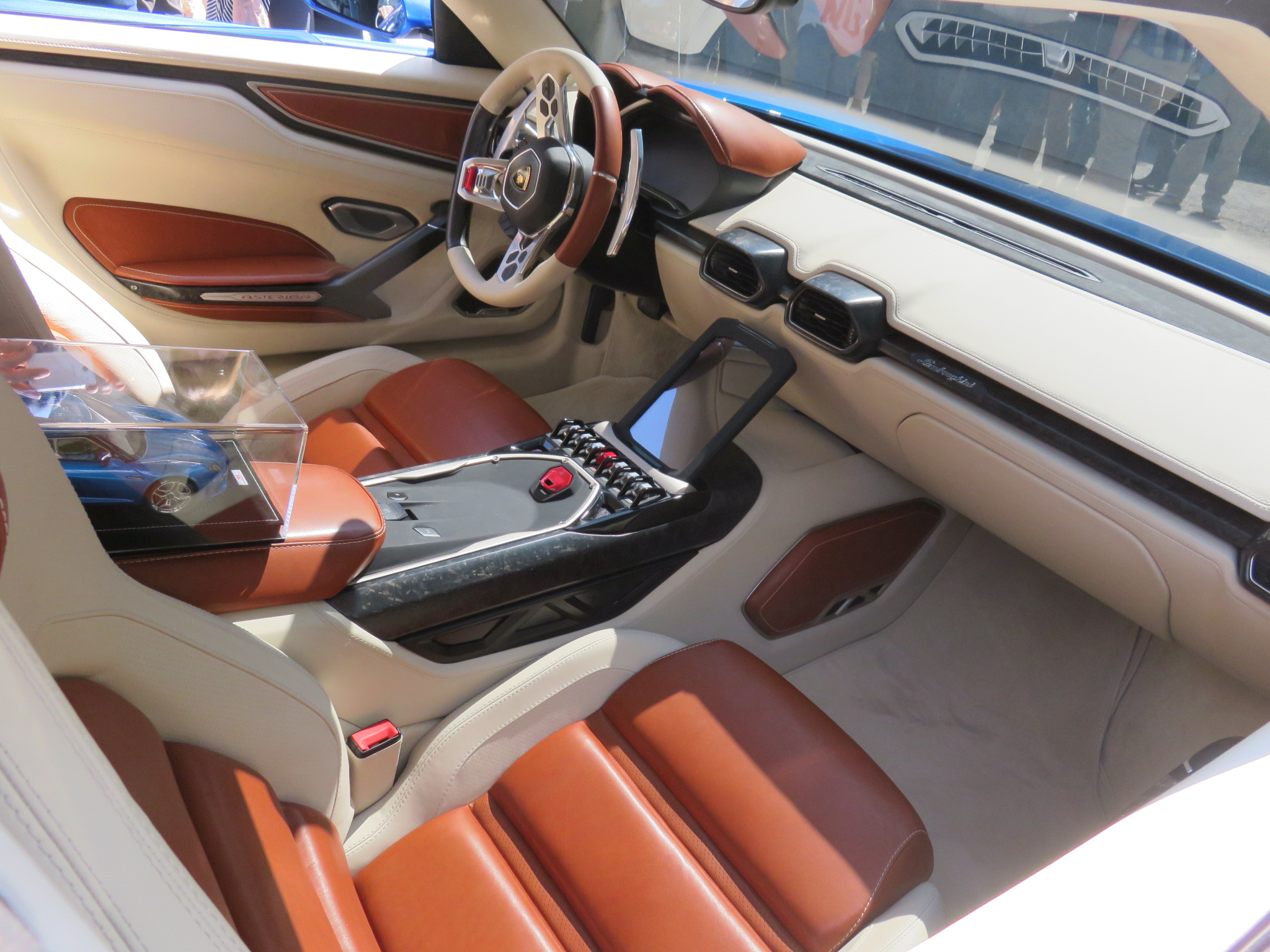
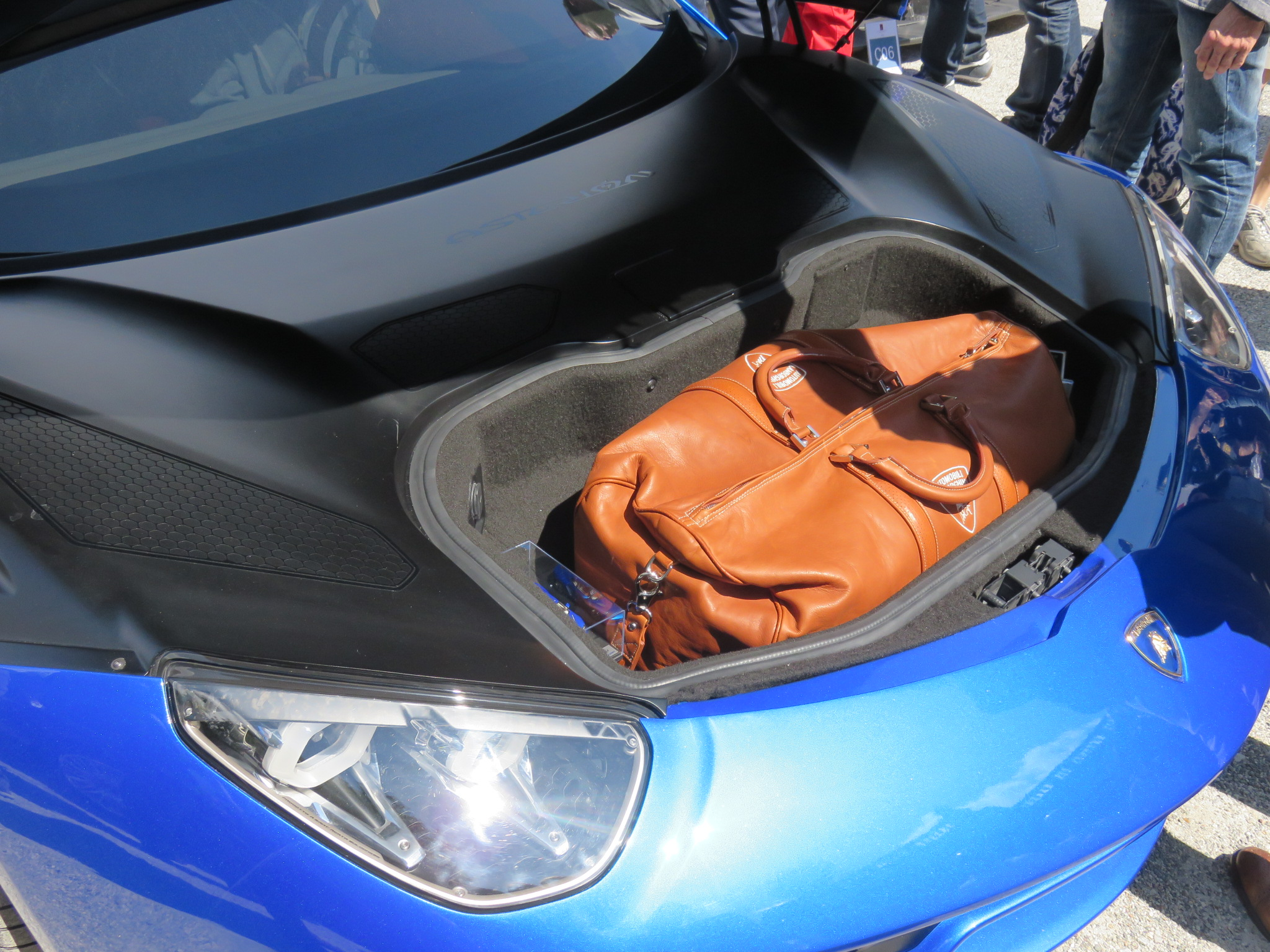

Ce véhicule hybride rechargeable à transmission intégrale, avec intérieur luxueux et tableau de bord à base d'écran à cristaux liquides, est motorisé par :
- Moteur V10 FSI atmosphérique de 5,2 litres développant 610 ch de Lamborghini Huracán ;
- Trois moteurs électriques à l'avant de 100 ch chacun, alimentés par accumulateur lithium, pour une autonomie en mode électrique de 50 km pour une vitesse de pointe de 125 km/h ;
- Puissance totale de 910 ch, vitesse de pointe de 320 km/h, accélération de 0 à 100 km/h en 3 s ;
- Consommation optimum annoncée par le constructeur en cycle combiné NEDC de 4,1 litre/100 km, pour des émissions de CO2 limitées à 98 g/km ;
- Récupération d'énergie au freinage (freinage régénératif) ;
- Boîte de vitesses séquentielle à double embrayage à sept rapports,